# Reinhold Knobloch
Reinhold Knobloch (* 13. März 1883 in Roßleben; † 27. März 1962 in Stuttgart) war ein deutscher Konteradmiral der Kriegsmarine.

## Leben
Reinhold Knobloch trat im April 1902 in die Kaiserliche Marine ein. Am 22. März 1914 wurde er zum Kapitänleutnant befördert. Später war er während des Ersten Weltkriegs als Artillerieoffizier bis Mai 1916 auf der Rostock, ging dann in gleicher Position bis April 1917 erst auf die Danzig und dann bis September 1918 auf die Karlsruhe. Bis Kriegsende war er zur Ausbildung an der U-Bootsschule.
Nach dem Krieg war er erst in der Marine-Brigade von Loewenfeld, wurde dann aber in die Reichsmarine übernommen und hier am 1. Januar 1921 Korvettenkapitän. Von September 1929 bis Ende Februar 1930 war er als Fregattenkapitän (Beförderung zum 1. Januar 1928) letzter Kommandant des Linienschiffs Elsass. In dieser Position wurde er am 1. Oktober 1929 zum Kapitän zur See befördert. Anschließend übernahm er bis Ende September 1931 die Schleswig-Holstein. Im gleichen Jahr wurde er Kommandant der Befestigungen der Elbe- und Wesermündung in Cuxhaven.
Später diente er in der Kriegsmarine und wurde hier noch zum Konteradmiral befördert.
Er war mit Ingeborg, geb. Sporkhorst (1897–1987), Tochter von August Sporkhorst, verheiratet.